# Педро Паиш
Педро Паиш Харамильо (Педро Паис Харамильо) (на испански: Pedro Páez Jaramillo) е испански йезуит на португалска служба, изследовател на Етиопия.

## Ранни години (1564 – 1589)
Роден е през 1564 година в Олмеда де лас Фуентес, близо до Мадрид, само шестнадесет години преди обединението на испанските и португалските корони (1580 – 1640). Този съюз определя обхвата на мисионерската дейност на Паиш. Учи в йезуитското училище в Коимбра, след което е изпратен в португалската колония Гоа в Индия, в тамошната йезуитска мисия.

## В Етиопия (1589 – 1622)
От средата на ХVІ в., Етиопия става арена на енергична дейност на португалските мисионери йезуити. През 1589 Паиш от Гоа е изпратен в Етиопия, но по пътя за там попада в ръцете на йеменски пирати и прекарва в плен близо седем години (1590 – 1596), което време използва за перфектно научаване на арабски език. Едва през 1603 пристига в Масава и оттам заминава за Фремона, йезуитската база в Етиопия, където остава до края на живота си.
През 1613 (по други данни – през 1618) той първи от европейците посещава свещения за етиопците извор в планината Чоке, даващ началото на река Малък Абай, вливаща се в езерото Тана, т.е. открива изворите на Сини Нил. По собствените си наблюдения и направените справки с местното население, той установява, че реката изтичаща от езорото Тана и образуваща величествения водопад Тис-Исат, тече в много дълбоко и тясно дефиле и описва огромна дъга на изток и юг, преди да се отправи на север към Египет. По този начин, Паиш дава вярна представа за конфигурацията и морфологията на долината на река Сини Нил в пределите на Етиопия. Негова е заслугата и за обясненията за знаменитите разливи на Нил в Египет, свързани с повишаването на водите в Сини Нил по време на летните мусонни дъждове.
На 16 януари 1621 Паиш осветлява нова йезуитска каменна църква на брега на езерото Тана и една година по-късно на 20 май умира в Горгора на 58-годишна възраст.